# Ferdinand Dietz

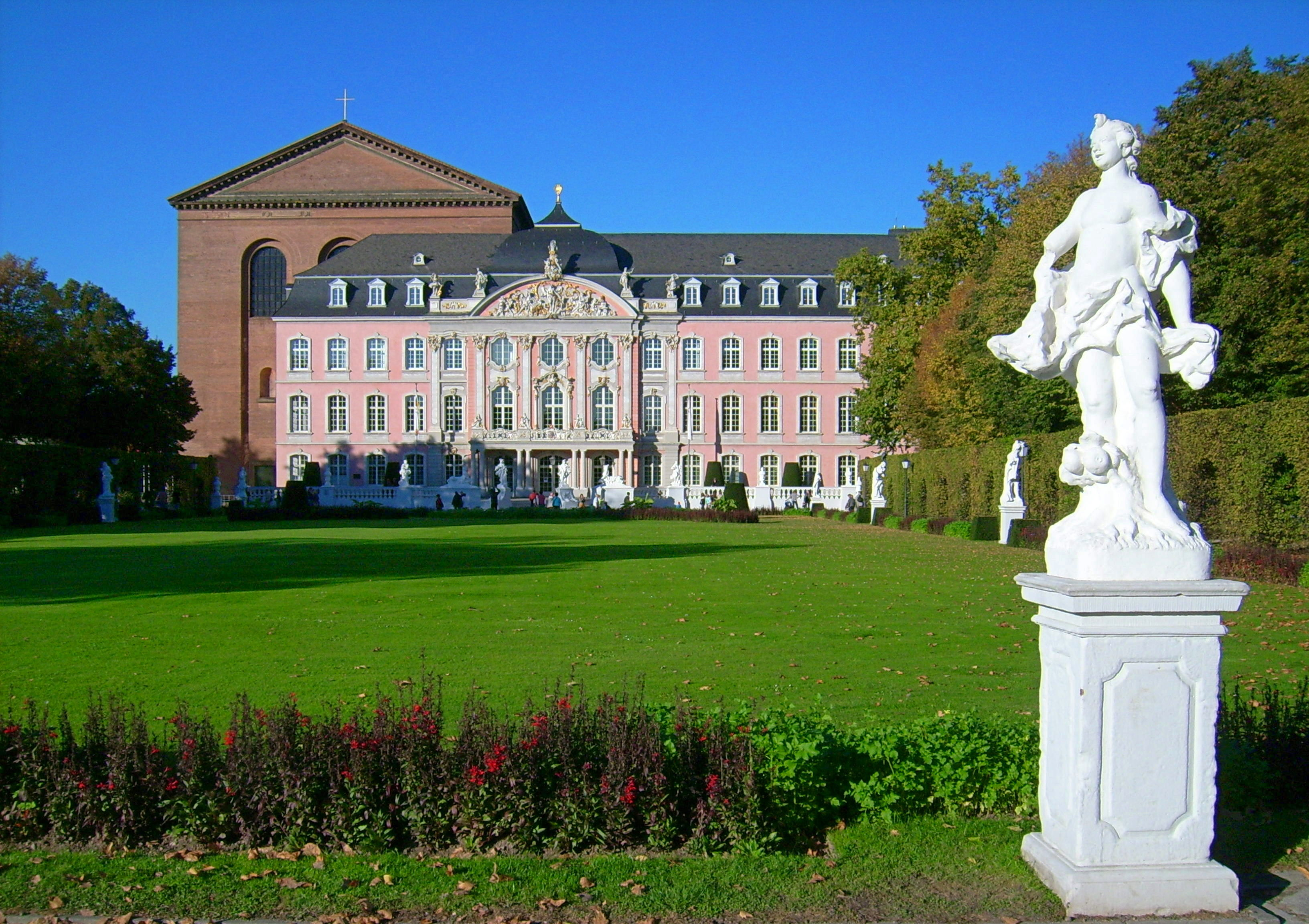
Tietz-Skulptur im Trierer Palastgarten

Adam Ferdinand Dietz, auch Ferdinand Tietz (getauft am 5. Juli 1708 in Ulbersdorf (Böhmen); † 17. Juni 1777 auf Schloss Seehof bei Memmelsdorf) war ein deutscher Bildhauer des Rokoko. Er war an fünf Fürstensitzen als Hofbildhauer tätig: Bamberg (1749–1754), Würzburg (1736–1754) Trier (ab 1754), Speyer und Köln. 1760 kehrte er nach Bamberg zurück. Er diente unter sechs Bischöfen, darunter dreien aus dem Hause Schönborn.

## Leben und Werk
Ferdinand Dietz war der zweite Sohn des Bildhauers Johann Adam Dietz (Ferdinand änderte den Namen in Tietz). Er erlernte zusammen mit seinem älteren Bruder das Bildhauerhandwerk in der Werkstatt des Vaters. Danach war er beim Prager Bildhauer Matthias Bernhard Braun und 1736 bei Balthasar Neumann in Würzburg beschäftigt.
Seine ersten selbständigen Arbeiten waren die Figuren für den Hochaltar in Gaukönigshofen bei Ochsenfurt.
Ferdinand Tietz schuf eine große Anzahl Plastiken, von denen einige in Museen in Würzburg und Nürnberg stehen. Zehn barocke Skulpturen stehen in der Schlosskapelle in Malberg (Eifel). Zwei weitere Plastiken sind im Kräutergarten des Apotheken-Museums Bad Münstereifel aufgestellt.
Seine Hauptwerke sind die Gartenskulpturen im Garten des Schlosses von Veitshöchheim (1763–1768) und im Schloss Seehof bei Bamberg (1762–1768). Für die in der Nähe von Schloss Seehof liegende Pfarrkirche Mariä Himmelfahrt in Memmelsdorf schuf er zwölf Statuen von Engeln und Heiligen, die auf Pfeilern der neuen Kirchhofsmauer aufgestellt wurden.
Das Gartenkunstmuseum in Schloss Fantaisie in Eckersdorf-Donndorf präsentiert die allegorischen Statuen der vier Jahreszeiten, die Dietz für den Schlossgarten von Veitshöchheim anfertigte. Das Metropolitan Museum of Art in New York besitzt einige Bozzetti von Tietz in seiner Sammlung.
In Unterleinach war er wie Johann Wolfgang von der Auwera zwischen 1741 und 1760 Schöpfer der Rokoko-Altäre in der dortigen Kirche Allerheiligen. Die von Tietz gefertigten Figuren der Seitenaltäre der damaligen Pfarrkirche gelangten zwischen 1862 und 1900 an das Luitpold-Museum in Würzburg, wo sie 1945 verbrannten. Ferdinand Tietz war verheiratet mit der Witwe des 1756 gestorbenen Würzburger Hofbildhauers Johann Wolfgang von der Auwera.

## Galerie

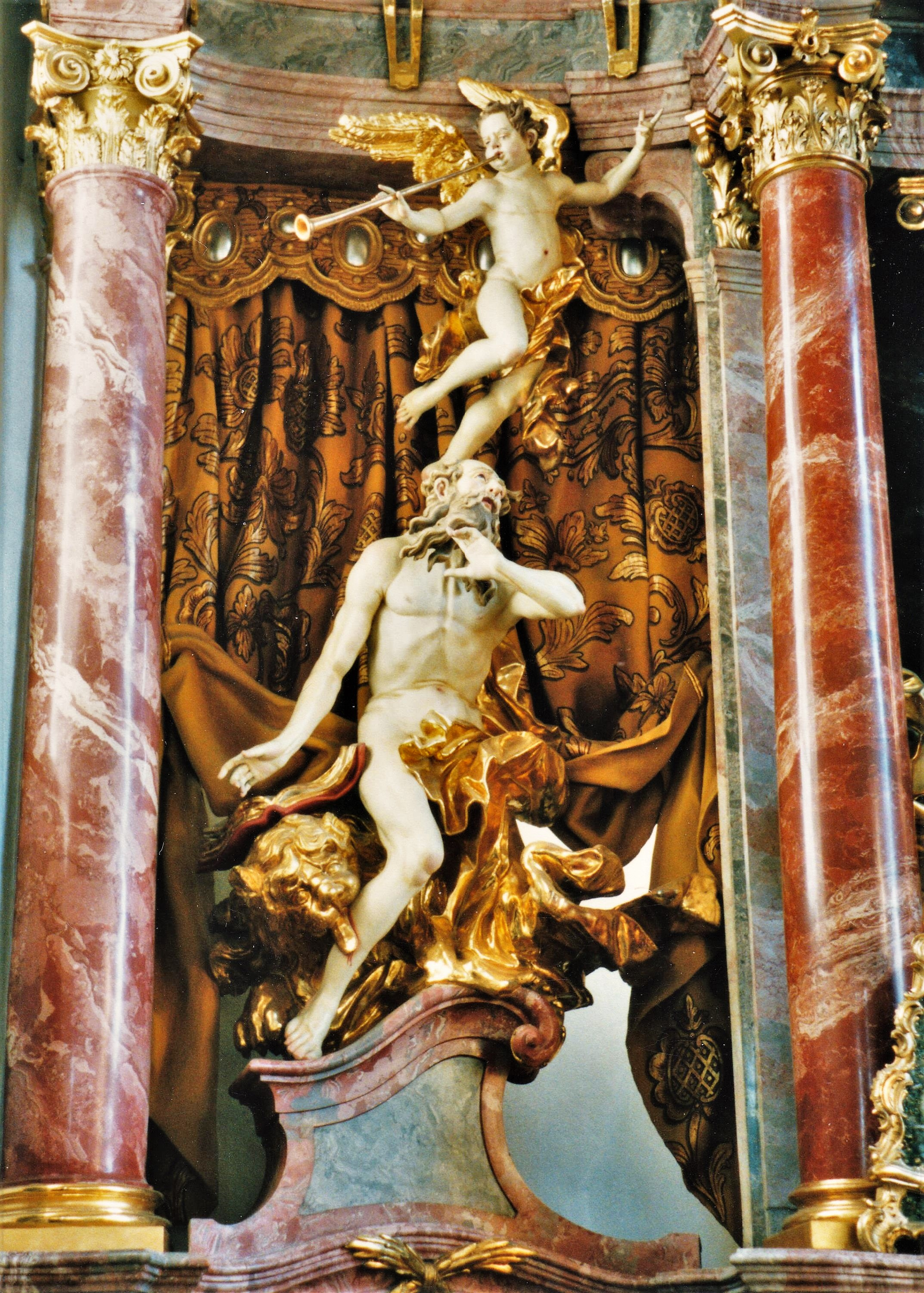
Hl. Hieronymus, Gaukönigshofen
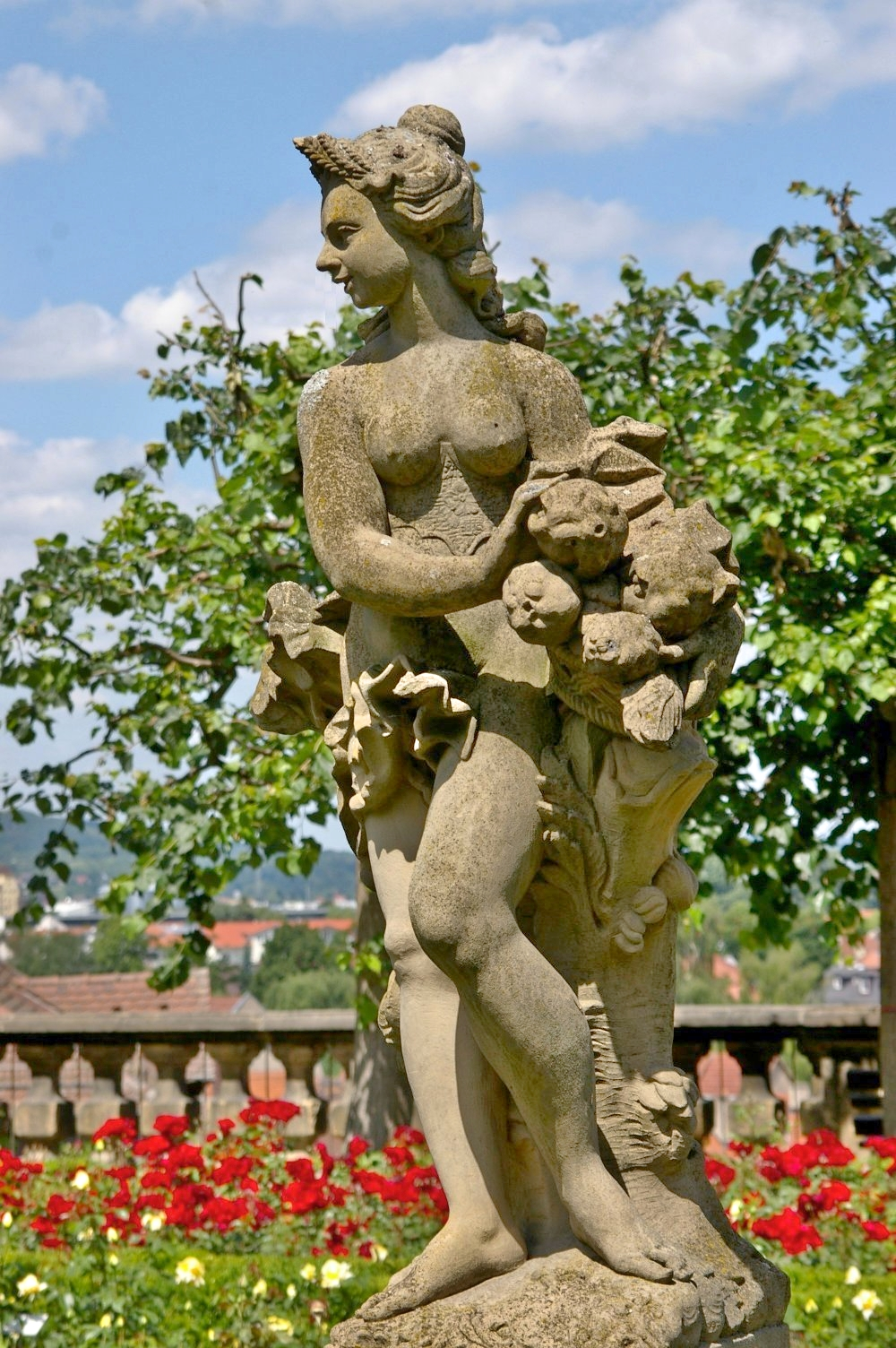
Skulptur im Bamberger Rosengarten
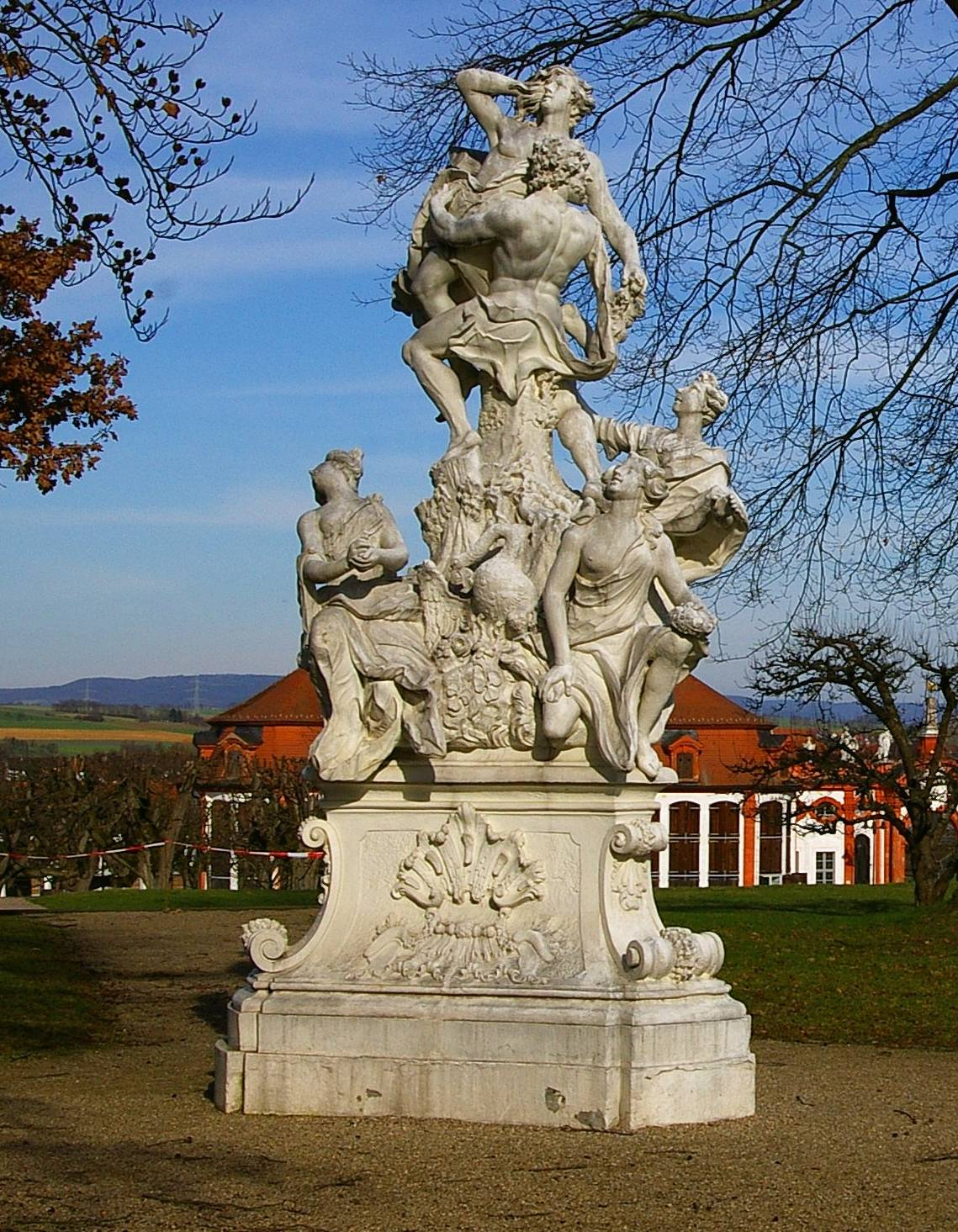
Raub der Proserpina, Schloss Seehof
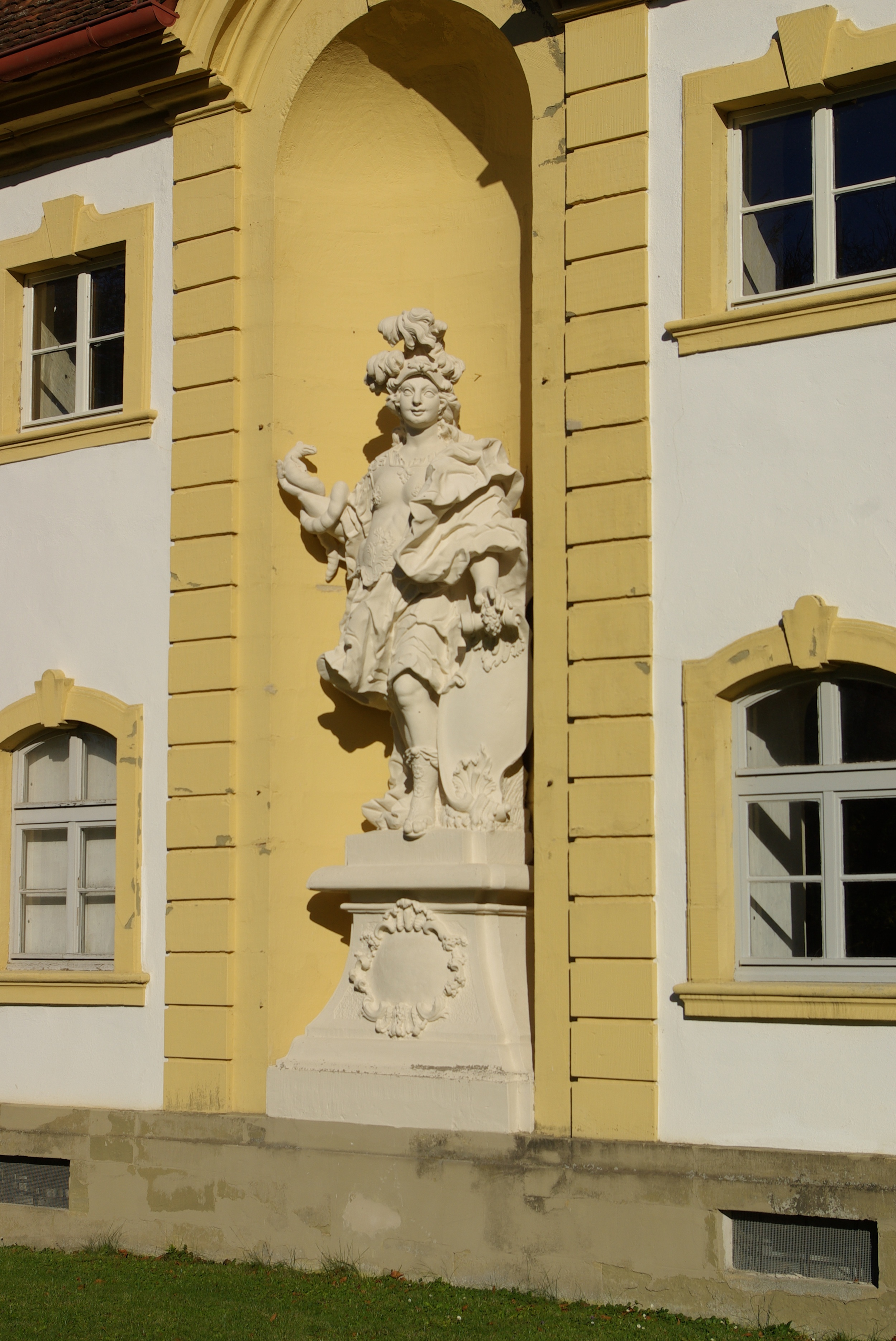
Kriegsgöttin, Schloss Ullstadt
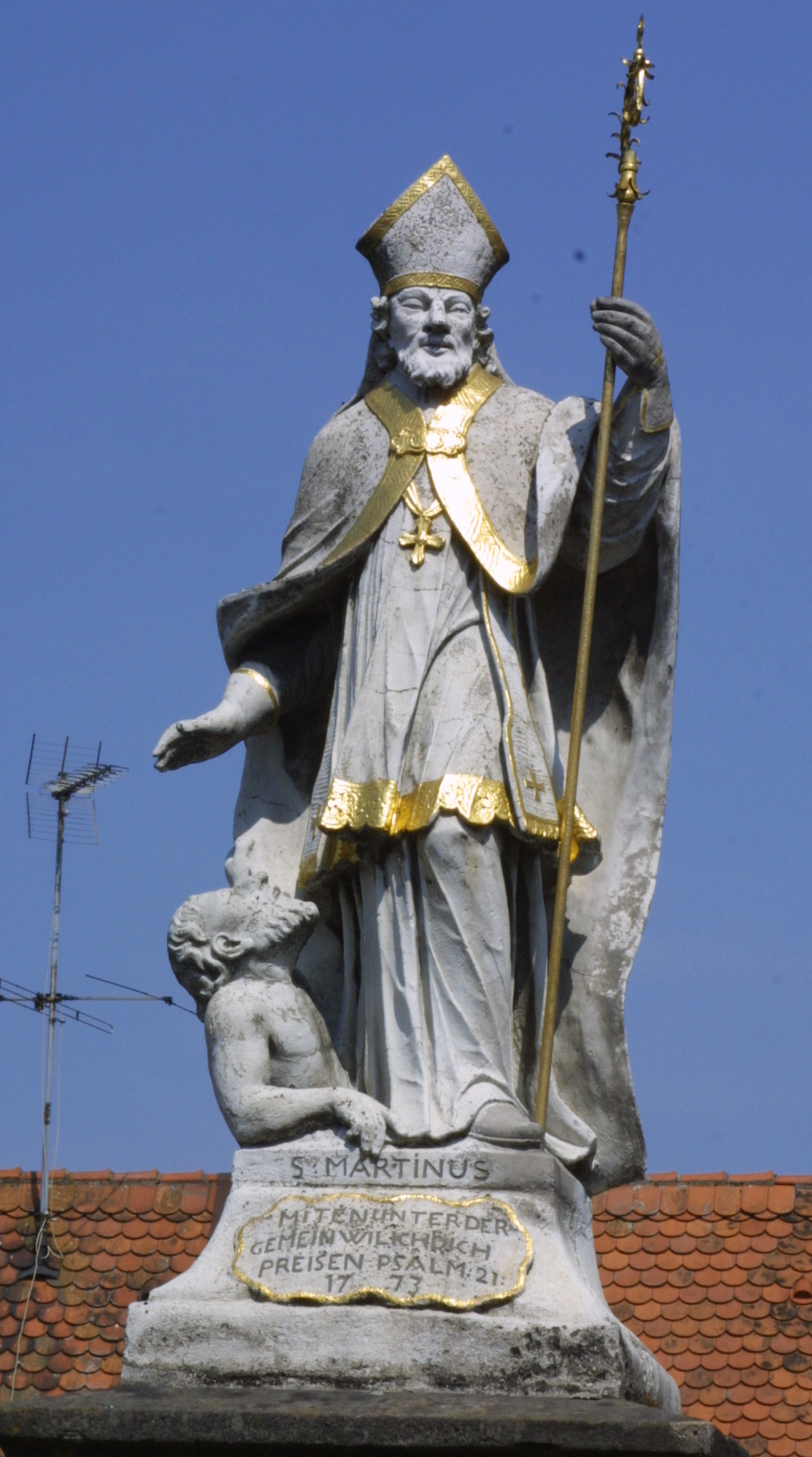
St. Martin, Memmelsdorf
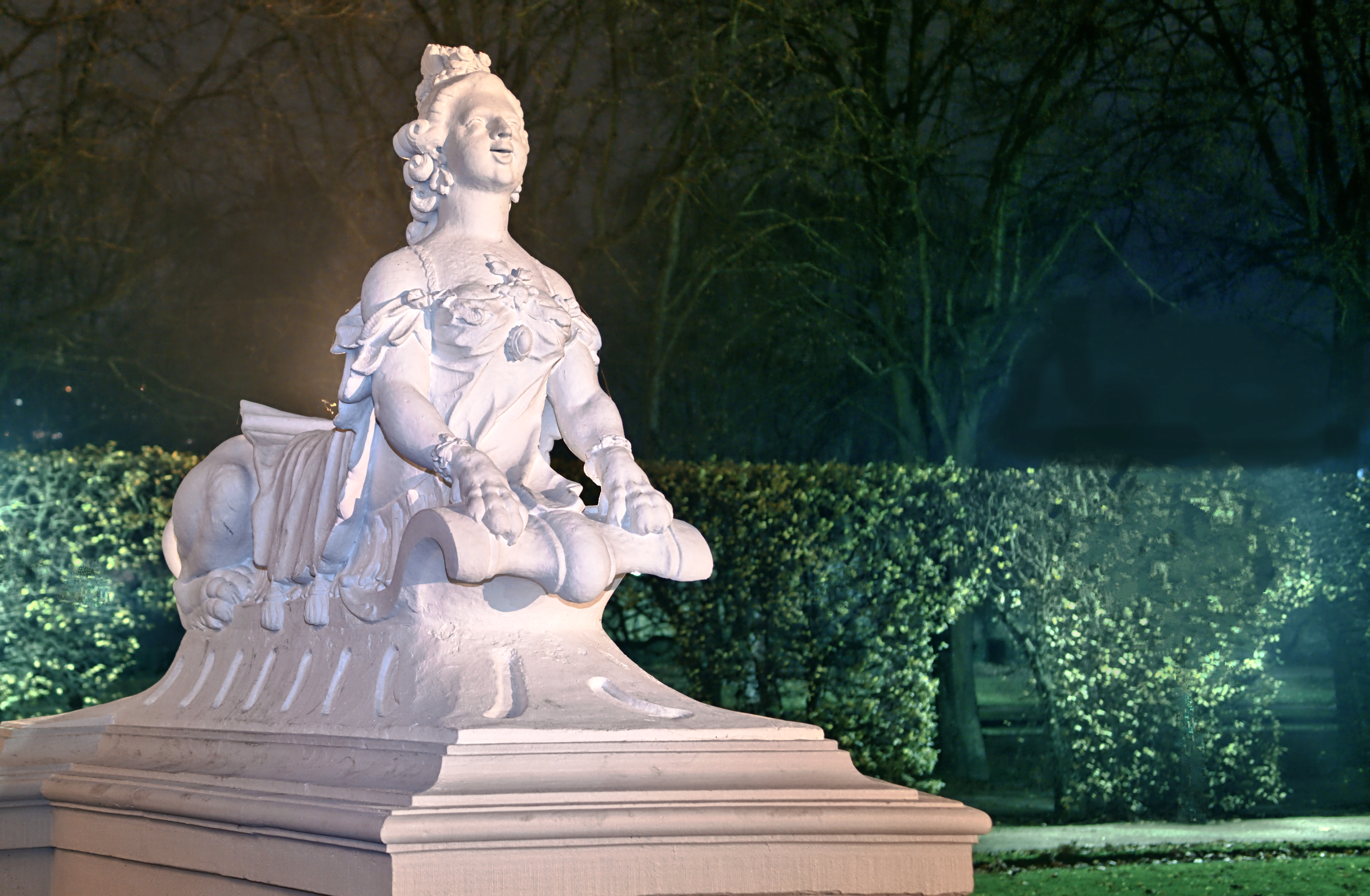
Sphinx, Palastgarten Trier